# Émile Pobéguin
Émile Joseph Marie Pobéguin (Baud, 16 octobre 1879 - Bénodet, 7 novembre 1974) est un géographe et explorateur français.

## Biographie
Ingénieur géographe, cousin de Charles-Henri Pobéguin, membre du Comité du Maroc, il fait partie de la Mission hydrographique du Maroc dirigée par Nestor Larras (1905-1908). Il participe aussi aux opérations de relevés des côtes atlantiques du Maroc pour l'emplacement des futurs ports avec Alfred Dyé (1908).
À son retour en France, il devient ingénieur à Quimper et administrateur délégué du Sud-Finistère électrique (1919-1921). Le 9 juillet 1952, il dépose un brevet pour l'invention d'une installation pour l'exploitation de la force des vents.

## Travaux
- Reconnaissance du fleuve Sébou par la mission Dyé au Maroc, La Géographie, 1906, p. 181-184
- Sur la côte ouest du Maroc, 1908